# Pamiętniki z wakacji
Pamiętniki z wakacji – polski serial paradokumentalny emitowany na antenie telewizji Polsat w latach 2011–2013, 2016 oraz ponownie w 2024 roku w TV4, oparty na niemieckim oryginale X-Diaries emitowanym na antenie RTL II.

## Fabuła
Każdy odcinek serialu opowiada inną historię dotyczącą problemów życia codziennego Polaków wypoczywających na wakacjach w egzotycznym kraju. W pierwszej serii miejscem akcji był kurort Lloret de Mar, a od drugiej jest to wyspa Gran Canaria. Wszystkie historie są symulowane przez aktorów amatorów.

## Spis serii
| Seria | Odcinki      | Sezon       | Premiera serii      | Finał serii          | Pora emisji               | Średnia oglądalność | Stacja telewizyjna |
| ----- | ------------ | ----------- | ------------------- | -------------------- | ------------------------- | ------------------- | ------------------ |
| 1.    | 1–16 (16)    | jesień 2011 | 8 października 2011 | 27 listopada 2011    | sobota i niedziela 17.45  | 2 276 347           | Polsat             |
| 2.    | 17–32 (16)   | wiosna 2012 | 3 marca 2012        | 28 kwietnia 2012     | sobota i niedziela 17.45  | 1 915 203           | Polsat             |
| 3.    | 33–48 (16)   | wiosna 2013 | 2 marca 2013        | 28 kwietnia 2013     | sobota i niedziela 17.45  | 1 258 166           | Polsat             |
| 4.    | 49–61 (13)   | wiosna 2016 | 2 marca 2016        | 25 maja 2016         | środa 22.05               | 766 024             | Polsat             |
| 5.    | 62–103 (42)  | wiosna 2024 | 4 marca 2024        | 21 kwietnia 2024     | niedziela–piątek 21.00    | 266 tys.            | TV4                |
| 6.    | 104–139 (36) | jesień 2024 | 2 września 2024     | 21 października 2024 | poniedziałek–piątek 22.30 | 109 tys.            | TV4                |

Serial powrócił po kilkuletniej przerwie w 2016 roku do telewizji Polsat. Wyemitowano wtedy jeden sezon serialu.
W lipcu 2023 producent serialu ogłosił jego kolejny powrót na antenę jednego z kanałów grupy Polsat.